# 安陽県
安陽県（あんよう-けん）は中華人民共和国河南省安陽市に位置する県。

## 行政区画
- 鎮:銅冶鎮、白璧鎮、呂村鎮、倫掌鎮、崔家橋鎮、辛村鎮、韓陵鎮、永和鎮、都里鎮、高荘鎮
- 郷:磊口郷、許家溝郷、安豊郷、洪河屯郷、瓦店郷、北郭郷